# Инторсура-Бузеулуй
Инторсура-Бузеулуй (рум. Întorsura Buzăului) — місто у повіті Ковасна в Румунії. Адміністративно місту підпорядковані такі села (дані про населення за 2002 рік):
- Бредет (848 осіб)
- Скредоаса (168 осіб)
- Флороая (1273 особи)

Місто розташоване на відстані 137 км на північ від Бухареста, 28 км на південний схід від Сфинту-Георге, 32 км на схід від Брашова.

## Населення
За даними перепису населення 2002 року у місті проживали 8926 осіб.
Національний склад населення міста:
| Національність | Кількість осіб | Відсоток |
| -------------- | -------------- | -------- |
| румуни         | 8853           | 99,2%    |
| угорці         | 57             | 0,6%     |
| цигани         | 15             | 0,2%     |

Рідною мовою назвали:
| Мова      | Кількість осіб | Відсоток |
| --------- | -------------- | -------- |
| румунська | 8862           | 99,3%    |
| угорська  | 50             | 0,6%     |
| циганська | 13             | 0,1%     |

Склад населення міста за віросповіданням:
| Релігія                             | Кількість осіб | Відсоток |
| ----------------------------------- | -------------- | -------- |
| православні                         | 8784           | 98,4%    |
| реформати                           | 29             | 0,3%     |
| римо-католики                       | 24             | 0,3%     |
| адвентисти                          | 20             | 0,2%     |
| п'ятдесятники                       | 15             | 0,2%     |
| баптисти                            | 10             | 0,1%     |
| не релігійні                        | 5              | 0,1%     |
| греко-католики                      | 3              | < 0,1%   |
| бретрени                            | 3              | < 0,1%   |
| мусульмани                          | 1              | < 0,1%   |
| унітарії                            | 1              | < 0,1%   |
| лютерани (Аугсбурзького сповідання) | 1              | < 0,1%   |
| не вказали релігію                  | 6              | 0,1%     |

## Зовнішні посилання
- Дані про місто Инторсура-Бузеулуй на сайті Ghidul Primăriilor [Архівовано 19 лютого 2009 у Wayback Machine.]